# دوغلاس كروفورد
دوغلاس كروفورد (بالإنجليزية: Douglas Crawford)‏ هو صحفي وسياسي بريطاني، ولد في 1939، وتوفي في 2002 في المملكة المتحدة. حزبياً، نشط في الحزب القومي الاسكتلندي. في الانتخابات العامة في المملكة المتحدة أكتوبر 1974 ‏، انتخب عضو البرلمان السابع والأربعون للمملكة المتحدة عن دائرة Perth and East Perthshire (UK Parliament constituency) ‏ خلال فترته النيابية ‏ (10 أكتوبر 1974 – 7 أبريل 1979).